# Памятник Низами Гянджеви (Москва)
Па́мятник Низами́ Гянджеви́ — памятник выдающемуся поэту, классику персидской поэзии Низами Гянджеви, расположенный в столице России, в Москве, в сквере Муслима Магомаева около здания посольства Азербайджана (дом № 16), на пересечении Леонтьевского и Елисеевского переулков.
Памятник был установлен в 1991 году и является даром Азербайджана городу Москве. Скульпторами памятника являются Т. Зейналов и Э. Зейналов, архитекторы — Р. Аскеров и П. Алиев.
Низами изображён в традиционном восточном одеянии, сидящим с книгами в руках. На постаменте написано на русском «Низами Гянджеви».